# Federazione europea di tiro
La Federazione europea di tiro (European Shooting Confederation, ESC) è la federazione continentale che governa il tiro (tiro a segno e tiro a volo) in Europa.

## Storia
Fondata nel 1952 ad Helsinki .

## Presidenti
| No. | Periodo     | Nome              | Nazione  |
| --- | ----------- | ----------------- | -------- |
| 1   | 1969 – 1989 | Gavrila Barani    | Romania  |
| 2   | 1989 – 1993 | Björn Schullström | Svezia   |
| 3   | 1993 – 2001 | Gianpiero Armani  | Italia   |
| 4   | 2001 – 2009 | Unni Nicolaysen   | Norvegia |
| 5   | 2009 – 2021 | Vladimir Lisin    | Russia   |
| 6   | 2021 -      | Alexander Ratner  | Germania |

## Competizioni
- Campionati europei di tiro (organizzati con cadenza biennale)